# 丹拿 (英國)

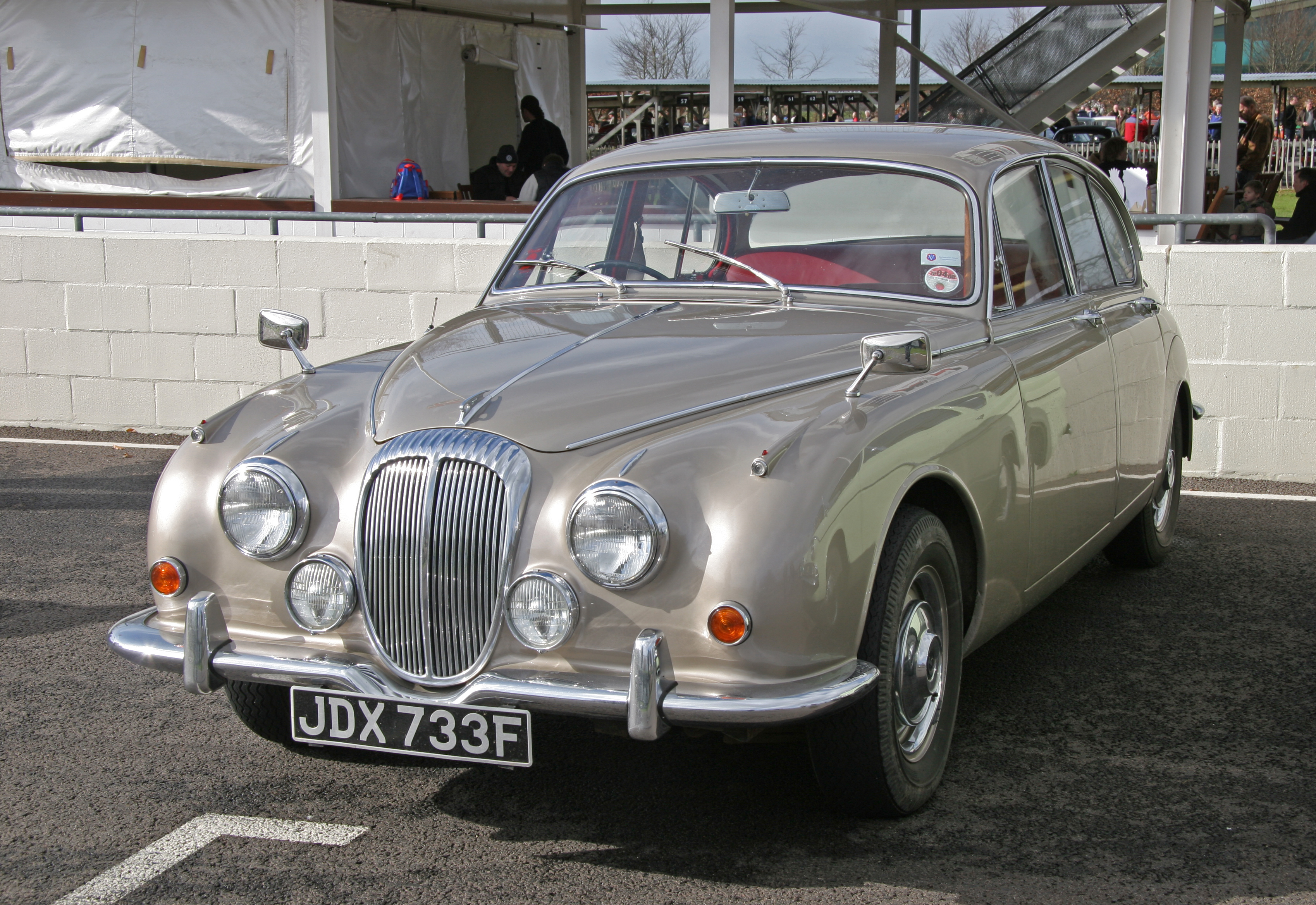
1968年款Daimler V8-250

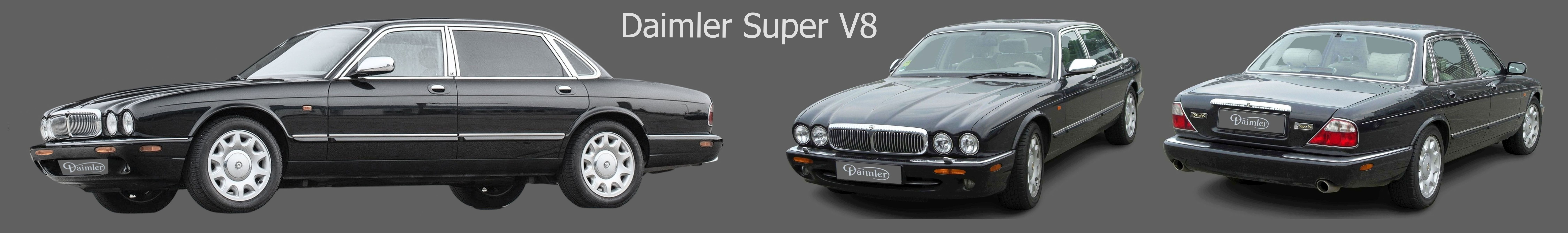
1997-2002

丹拿為一家英國汽車生產商，於1896年在考文垂成立，曾經生產過巴士及貨車，至1960年起成為積架汽車旗下品牌並於2008年3月被福特一起賣給塔塔汽車。古典風格的英國大轎車Daimler DS420生產至1992年，另外積架的最高價轎車車型也一直使用Daimler名稱。
丹拿是創辦Daimler汽車（日後與Benz合併為戴姆勒-奔驰）的德國人戈特利布·戴姆勒先生所授權在英國銷售的廠牌，後來戴姆勒先生自己改用Mercedes作為汽車名稱，當初獲得授權的英國公司仍繼續使用Daimler廠牌。

## 歷史
1891年，弗雷德里克·理查德·西姆斯買入Daimler-Motoren-Gesellschaft引擎在英國的專利，並於1893年成立Daimler Motor Syndicate Ltd。專利於1895年被Harry J. Lawson買入。
1896年丹拿成立，初期只生產私家車，1908年，丹拿從德國引進雙層巴士到英國作示範，為雙層巴士遍佈英國各地奠下重要的基礎。1910年，丹拿被伯明翰輕兵器公司收購。
1926年，丹拿與AEC合作組成Associated Daimler Company（ADC）去推出商用車，但ADC於1928年解體。
1936年，丹拿成立專門生產客車的全資附屬公司，名為Transport Vehicles (Daimler) Ltd.。
第二次世界大戰期間，丹拿協助英軍生產軍車，1942年起生產戰時規格的雙層巴士。由於丹拿廠房於1940年被納粹德軍炸毀，所以丹拿雙層巴士生產線遷往伍爾弗漢普頓。丹拿在二戰後繼續為英軍生產裝甲車，如雪貂裝甲車。
1960年，丹拿被積架汽車收購，做為積架汽車高價位的車款。1966年積架併入英國汽車控股公司，1968年英國汽車控股公司與利蘭合併為英國利蘭汽車公司。
1973年，丹拿最後一款巴士（Fleetline）的生產線遷往利蘭Farington廠房，其後改以利蘭為品牌。而丹拿以及積架於1984年一齊脫離BL（英國利蘭汽車公司）獨立。之後丹拿成為積架的品牌，積架於1989年被福特汽車收購，2008年售予印度塔塔汽車，之後再與越野路華合併為積架越野路華，但積架至2009年推出代號X351的XJ车型後丹拿品牌從此消失。
Daimler汽車的車頭水箱護罩上方會有一連串的弧形凹痕，用來增加散熱面積，這項漂亮實用的設計在加入捷豹汽車後也一直沿用下來成為該廠牌的特色。

## 外部連結
维基共享资源上的相關多媒體資源：丹拿